# Billel Dziri
Billel Dziri (ur. 21 stycznia 1972 w Algierze) – algierski piłkarz grający na pozycji pomocnika. W reprezentacji Algierii rozegrał 93 mecze i strzelił 9 goli.

## Kariera klubowa
Karierę piłkarską Dziri rozpoczął w klubie NA Hussein Dey. W 1990 roku awansował z drużyny juniorskiej do seniorów i zadebiutował wówczas w jej barwach w pierwszej lidze algierskiej. W NA Hussein Dey występował do 1995 roku, a następnie odszedł z niego do stołecznego USM Algier. Grał w nim przez półtora sezonu i w tym okresie wywalczył mistrzostwo Algierii w 1996 oraz Puchar Algierii w 1997 roku.
Na początku 1998 roku Dziri przeszedł do tunezyjskiego Étoile Sportive du Sahel z miasta Susa. W 1998 roku zdobył z ES Sahel Superpuchar Afryki. W 1999 roku Algierczyk odszedł do francuskiego CS Sedan i w jego barwach rozegrał 13 meczów w Ligue 1.
W 2000 roku Dziri wrócił do Algierii, do USM Algier. W latach 2002, 2003, 2005 wywalczył z nim kolejne w karierze tytuły mistrza kraju, a w latach 2001, 2003, 2004 zdobył kolejne trzy puchary algierskie. W 2007 roku odszedł do katarskiego Al-Sadd, z którym zdobył Puchar Emira Kataru i Puchar Korony Księcia Kataru. Jeszcze w 2007 roku wrócił do USM Algier, a w 2010 roku zakończył w nim swoją karierę.
| Sezon   | Klub                     | Kraj     | Rozgrywki              | Mecze | Bramki |
| ------- | ------------------------ | -------- | ---------------------- | ----- | ------ |
| 1990/91 | NA Hussein Dey           | Algieria | Championnat National   | ?     | ?      |
| 1991/92 | NA Hussein Dey           | Algieria | Championnat National   | ?     | ?      |
| 1992/93 | NA Hussein Dey           | Algieria | Championnat National   | ?     | ?      |
| 1993/94 | NA Hussein Dey           | Algieria | Championnat National   | ?     | ?      |
| 1994/95 | NA Hussein Dey           | Algieria | Championnat National   | ?     | ?      |
| 1995/96 | USM Algier               | Algieria | Championnat National   | ?     | ?      |
| 1996/97 | USM Algier               | Algieria | Championnat National   | ?     | ?      |
| 1997/98 | USM Algier               | Algieria | Championnat National   | ?     | ?      |
| 1997/98 | Étoile Sportive du Sahel | Tunezja  | Championnat de Tunisie | ?     | ?      |
| 1998/99 | Étoile Sportive du Sahel | Tunezja  | Championnat de Tunisie | ?     | ?      |
| 1999/00 | CS Sedan                 | Francja  | Ligue 1                | 13    | 0      |
| 2000/01 | USM Algier               | Algieria | Championnat National   | 25    | 4      |
| 2001/02 | USM Algier               | Algieria | Championnat National   | 24    | 2      |
| 2002/03 | USM Algier               | Algieria | Championnat National   | 24    | 3      |
| 2003/04 | USM Algier               | Algieria | Championnat National   | 22    | 3      |
| 2004/05 | USM Algier               | Algieria | Championnat National   | 24    | 11     |
| 2005/06 | USM Algier               | Algieria | Championnat National   | 21    | 3      |
| 2006/07 | USM Algier               | Algieria | Championnat National   | 19    | 3      |
| 2006/07 | Al-Sadd                  | Katar    | Q-League               | ?     | ?      |
| 2007/08 | USM Algier               | Algieria | Championnat National   | 22    | 1      |
| 2008/09 | USM Algier               | Algieria | Championnat National   | 20    | 4      |
| 2009/10 | USM Algier               | Algieria | Championnat National   | 20    | 4      |

## Kariera reprezentacyjna
W reprezentacji Algierii Dziri zadebiutował 23 września 1992 roku w zremisowanym 1:1 towarzyskim meczu z Tunezją. W swojej karierze czterokrotnie bywał powoływany do kadry Algierii na Puchar Narodów Afryki.
Swoje pierwsze mecze Pucharu Narodów Afryki Dziri rozegrał w 1996 roku w Pucharze Narodów Afryki 1996. Na nim zagrał czterokrotnie: z Zambią (0:0), ze Sierra Leone (2:0), z Burkina Faso (2:1 i gol) i ćwierćfinale z Republiką Południowej Afryki (1:2).
W 1998 roku Dziri wystąpił w 3 grupowych meczach Pucharu Narodów Afryki 1998: z Gwineą (0:1), z Burkina Faso (1:2) oraz z Kamerunem (1:2 i gol).
W 2000 roku Dziri zaliczył swój trzeci turniej o Puchar Narodów Afryki. Zagrał na nim 4 razy: Demokratyczną Republiką Konga (0:0), z Gabonem (3:1 i gol), z Republiką Południowej Afryki (1:1) oraz ćwierćfinale z Kamerunem (1:2).
W 2002 roku Dziri został powołany do kadry Algierii na Puchar Narodów Afryki 2002. Na tym turnieju rozegrał 3 mecze: z Nigerią (0:1), z Liberią (2:2) i z Mali (0:2). W kadrze narodowej od 1992 do 2005 roku rozegrał 93 mecze, w których strzelił 9 goli.